# Копор'є (фортеця)
Фортеця Копор'є (рос. Крепость Копо́рье) — пам'ятник російського середньовічного оборонного зодчества  — знаходиться на південному заході Ленінградської області, на краю Іжорської височини, в селі Копор'є. 
Фортеця розташована за 12 км на південь від Фінської затоки і займає невеликий майданчик високого скельного мису.
На своєму віку фортеця неодноразово перебудовувалася і кілька разів то переходила до рук шведів, то поверталася назад до Росії.

## Історія

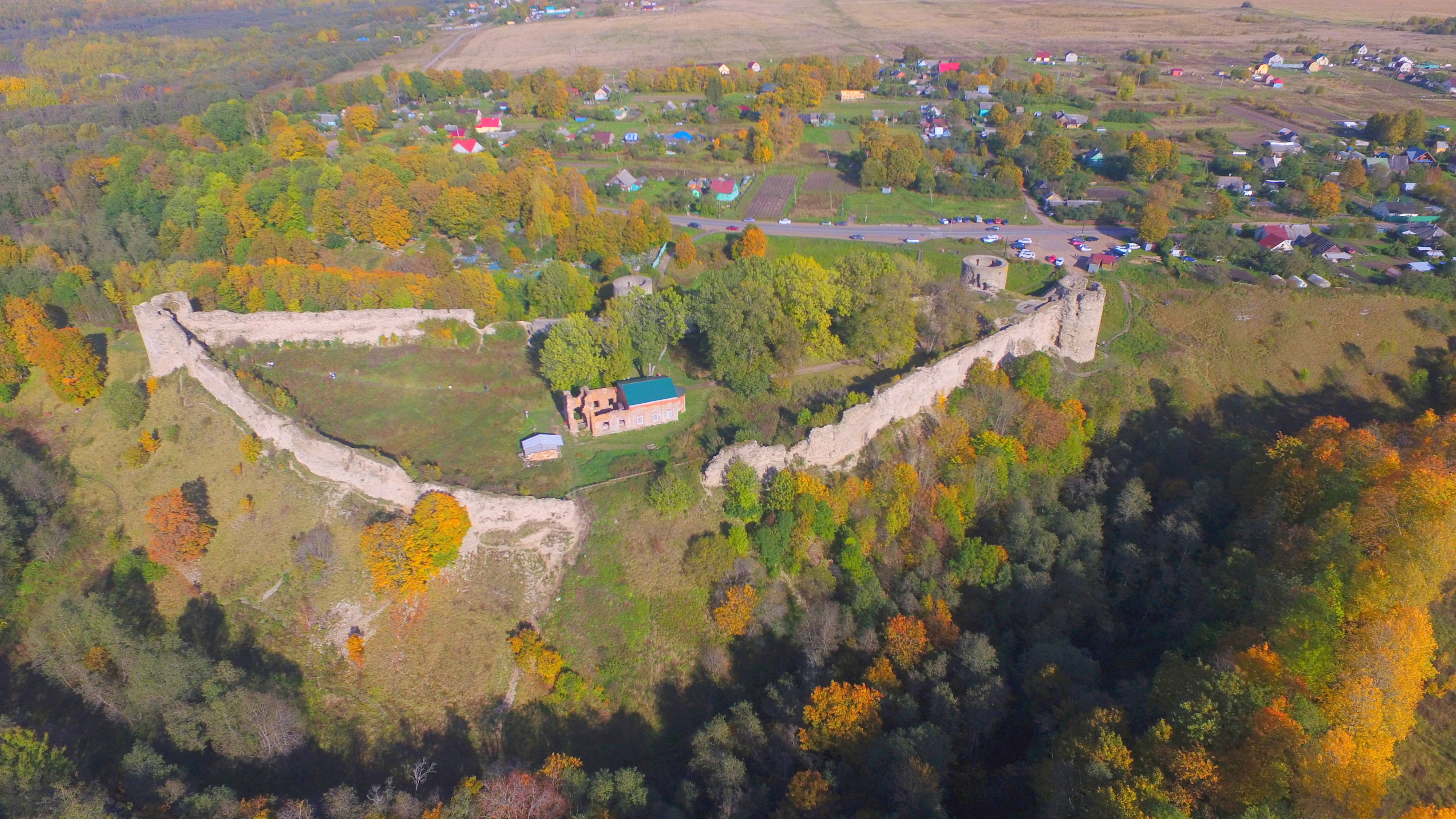

Фортецю в Копор'є було закладено 1237 року. 
Вперше згадується в новгородських літописах 1240 року, коли німецькі лицарі Лівонського Ордену збудували в Копорському цвинтарі дерев'яну фортецю.
В 1241 Олександр Невський відбив фортецю у німецьких лицарів і зруйнував її. 
Під час штурму загинув знаменитий богатир Гаврило Алексич. 
1280 року великий князь Дмитро Олександрович поставив у Копор'ї кам'яне місто, яке через два роки зруйнували новгородці внаслідок конфлікту з князем. 
Знову фортеця була побудована в 1297 році, а наприкінці XV - початку XVI століття була перебудована.
В 1565 році, коли цар Іван Грозний розділив Московське царство на опричнину та земщину, Копорська фортеця увійшла до складу останньої 
.
Після захоплення шведами 1581 року Копор'є повернулося до Московії ії лише за договором 1590 року.
Однак у Столбовському миру 1617 року Копор'є знову дісталося Швеції. 
В 1656-1657 роках російське військо марно намагалося повернути Копор'є, яке було повернуто Росії тільки за Петра I, в 1703 році.
В 1708 Петро I передав фортецю князю Меншикову, а в 1727 після його опали Копор'є перейшло до скарбниці. 
В 1763 році Копорська фортеця була виключена зі списку оборонних споруд.
У 1919 році під час Громадянської війни бійці Червоної армії, використовуючи фортецю, успішно відбили атаку білогвардійського десанту, що висадився в тилу червоноармійців 
..
23 жовтня 1919 року бійці 6-го Талабського піхотного полку 2-ї піхотної дивізії Північно-Західної армії контратакували зайняте 6-ю дивізією 7-ї Червоної армії село і фортецю Копор'є 
.
У серпні 1941 року радянські війська вели у Копор'я запеклі бої з німецько-фашистськими загарбниками, але 1 вересня були змушені відступити. Закріпившись за 12 км від стародавньої фортеці, на річці Воронці, частини Червоної Армії зупинили просування вермахту 
. 
У січні 1944 року Копор'є було звільнено.
1962 року фортечна церква згоріла від випадкового займання 
..
У 2001 році фортеця набула статусу музею.
7 квітня 2013 року фортеця офіційно була закрита для відвідування через аварійний стан

## Архітектурний ансамбль фортеці
Фортеця має::
- Оборонні стіни
- Брамний комплекс
- Міст, остання частина якого раніше була підйомною
- Преображенська церква
- Каплиця, фамільна усипальниця Зінов'євих

До наших днів не збереглися «солдатські квартири», продовольчий склад, стайня, наказна палата та людські покої.

### Башти фортеці
- Північна вежа
- Південна вежа
- Середня вежа
- Наріжна вежа